# Audionversuchserlaubnis

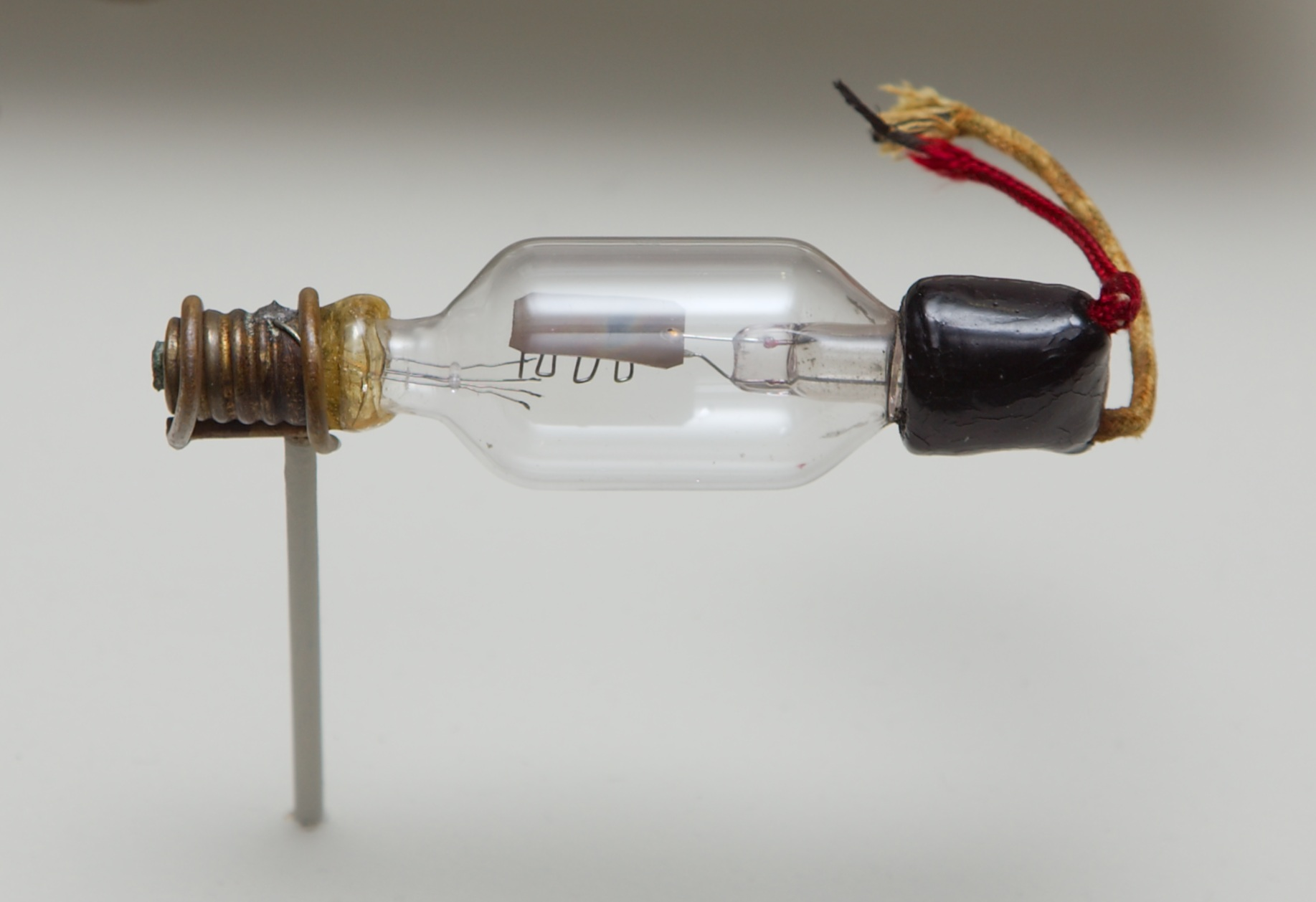
Triode (Audion) von Lee de Forest aus dem Jahr 1906

Die Audionversuchserlaubnis regelte in der Anfangszeit des Hör-Rundfunks den privaten Selbstbau von Rundfunkempfängern mit Elektronenröhren sowie die Erlaubnis, damit zu experimentieren. 
Neben der Audionversuchserlaubnis gab es auch eine Detektorversuchserlaubnis. Beide Erlaubnisse entsprachen dem Bedürfnis sowohl nach einem störungsfreien Funkbetrieb als auch nach einer Anmeldung der Rundfunkempfangsgeräte. 
In dem Begriff Audionversuchserlaubnis ist die ursprüngliche Bedeutung des Wortes Audion, von lateinisch audio („ich höre“), als Bezeichnung für die von Lee De Forest erfundene und von ihm so benannte Triode erhalten geblieben.

## Zitate über die Audionversuchserlaubnis
In der Fachzeitschrift „Der Radio-Amateur“ heißt es 1924: „Von den drei verschiedenen Wegen, die die Teilnahme am Rundfunk eröffnen: Detektorerlaubnis, Teilnahme mittels amtlich zugelassener Apparate und Audionversuchserlaubnis, kommt für den eigentlichen Funkliebhaber, d. h. für den ausschließlich oder vorwiegend an der technischen Seite des Rundfunks interessierten Hörer eigentlich nur die zuletzt genannte in Frage. ... müssen die Bewerber, um diese Erlaubnis zu erlangen, sich einer Prüfung auf ihre technischen Kenntnisse und Fertigkeiten unterziehen. Erst wenn diese Prüfung ergeben hat, daß der Bewerber die Gewähr bietet, durch seine funktechnische Beschäftigung die übrigen Rundfunkteilnehmer und den sonstigen Funkverkehr nicht zu stören, wird ihm die Audionversuchserlaubnis erteilt.“ 
„Mit diesen Prüfungen sind bekanntlich die anerkannten Funkvereine betraut worden, die Prüfungsbedingungen sind seitens der Reichspostverwaltung nur in ganz großen Umrissen vorgegeben worden, so dass es im Wesentlichen in das Ermessen der Vereine gestellt ist, welche Anforderungen sie an die Prüflinge stellen wollen.“ Der zitierte Artikel geht ausführlich auf die zweckmäßige Höhe dieser Anforderungen ein. Dabei spielt auch die „vorläufige Audionversuchserlaubnis“, die ohne Prüfung erteilt wurde, eine Rolle.
Der Artikel über die Audionversuchserlaubnis enthält auch den Begriff „die Gefahr der Schwarzhörer“ und die Fußnote „Wer die Verhältnisse einigermaßen kennt, wird wissen, wie ungeheuer groß heute schon die Anzahl der geheimer- und verbotenerweise mit Röhren arbeitenden Personen ist.“ Der Aspekt der Einziehung von Rundfunkgebühren spielte offenbar eine wesentliche Rolle.

## Die Detektorversuchserlaubnis
Bei der Detektorversuchserlaubnis dürfte der Aspekt der Anmeldung im Vordergrund gestanden haben. Wenig bekannt ist, dass es schon in den Kindertagen des Rundfunks mit Hilfe bestimmter Detektoren – ähnlich wie mit einer Tunneldiode und ohne eine Röhre – möglich war, hochfrequente Schwingungen zu verstärken und zu erzeugen.

## Der technische Hintergrund
Eine Triode und auch bestimmte Detektoren sind fähig, Hochfrequenz zu verstärken. Verstärkung von Hochfrequenz führt regelmäßig zu der Möglichkeit, Hochfrequenz zu erzeugen und folglich auch auszusenden oder als ungewollte Störung abzustrahlen. Insbesondere die Audionversuchserlaubnis liegt also zwangsläufig sehr nahe an einer Amateurfunklizenz bzw. Sendelizenz. In dem zitierten Artikel heißt es: „Diese Freiheit ist außerordentlich weitgehend. Abgesehen von einer kaum hinderlichen Beschränkung hinsichtlich der Antennengröße ist das Arbeiten lediglich durch die Verpflichtung begrenzt, keine störenden Schwingungen auszusenden.“ 
Bei der Audionversuchserlaubnis ging es also aus technischer Sicht um die Rückkopplung der Hochfrequenz, die theoretisch (und nur theoretisch) eine unendliche Verstärkung und eine unendliche Güte ermöglicht. In der Praxis können damit die für einen Rundfunkempfänger wesentlichen Eigenschaften Empfindlichkeit und Trennschärfe mit geringem technischen Aufwand (Preis) erreicht werden. 
Die Einstellung dieser Rückkopplung durch den Anwender war zwingend, um einerseits möglichst hohe Trennschärfe und Empfindlichkeit zu erreichen und andererseits Selbsterregung zu vermeiden. Deren Einstellung musste auch zwischen verschiedenen zu empfangenden Sendern verändert werden. Durch unerfahrenes Bedienen trat Selbsterregung und damit die unerwünschte und zu vermeidende Aussendung von Funkwellen auf. Es war mitunter zwar auch hilfreich, die korrekte Frequenzeinstellung des Eingangskreises durch „Einpfeifen“ zu finden; dabei wurde die Rückkopplung überkritisch eingestellt, sodass sich Schwebungen zwischen Senderfrequenz und dem lokalen selbsterregten Empfänger bildeten, der dann wie ein Oszillator wirkte und selbst Funkwellen aussendete. Diese Pfeiftöne störten jedoch auch benachbarte Rundfunkteilnehmer und sollten nicht vorkommen, wofür der Halter der Versuchserlaubnis durch den Nachweis ausreichender technischer Kenntnisse sensibilisiert werden sollte.
Bei Detektorempfängern wurde über die Rückwirkung („Rückstrahlung“) der Antenne auf das elektromagnetische Feld in dem Sinne diskutiert, dass es möglich ist, mit einem Detektorapparat auf „einer geborgten Welle“ (also mit Hilfe der Schwingungen von einem anderen Sender) zu „senden“ (Information zu übertragen).

## Das Ende der Audionversuchserlaubnis
Auf Grund der Neigung zu Eigenschwingungen und den dadurch verursachten Störungen war in den Anfangstagen des Radioempfangs (4. April 1924 bis 1. September 1925) vor dem Erwerb eines Audionempfängers bzw. der Inbetriebnahme von Eigenbauten bei der Reichspost eine Audionversuchserlaubnis für 60,- RM pro Jahr zu erwerben. Diese konnten nur Vereinsmitglieder im Funkkartell erhalten, die eine Prüfung abgelegt hatten.  Empfängerselbstbau war ohne die Audionversuchserlaubnis, die auch als Detektorversuchserlaubnis für 24,- RM für Detektorempfänger existierte, erst ab dem 1. September 1925 zulässig.